# Maktlagen
Det finska parlamentet (inhemska lantdagen) införde maktlagen den 18 juli 1917. Avsikten var att ta mera kontroll i Finland genom att flytta alla beslut beträffande Finland från den provisoriska regeringen i Petersburg till det finska parlamentet, förutom utrikespolitiken och militära angelägenheter. Beslutet togs med stor majoritet i finska parlamentet, utan att tillfråga kejsaren eller storfursten. 
Maktlagen gav den socialistiska parlamentsmajoriteten maktbefogenheter som inte blev stadfästa den 18 juli eller senare. Alexander Kerenskij, en av ledarna under februarirevolutionen i Ryssland, var vice-ordförande i provisoriska regeringen i Petersburg. Kerenskij upplöste lantdagen den 2 augusti 1917, vilket innebar att maktlagen förföll. 
Sedan dess, har flera maktlagar införts i Finland, men dessa har varit ekonomiska. Om termen maktlagen används utan förtydligande, så avses maktlagen 18 juli 1917. 
Finska parlamentet införde exempelvis en ekonomisk maktlag 1941, för att ge statsmakten möjlighet att djupt ingripa i näringslivet, och den maktlagens giltighetstid förlängdes till slutet av 1955. Andra maktlagar infördes 1968, 1974 och 1976.